# Lorditomaeus magnus
Lorditomaeus magnus är en skalbaggsart som beskrevs av Vladimir Balthasar 1965. Lorditomaeus magnus ingår i släktet Lorditomaeus och familjen Aphodiidae. Inga underarter finns listade i Catalogue of Life.